# Down on the Street
Down on the Street — песня прото-панк-группы The Stooges, открывающая её второй альбом «Fun House»; она стала единственным синглом из него и в этом качестве добилась определённого успеха. Песня была включена в сборник лучших вещей Игги Попа «A Million in Prizes: The Anthology».
«Down on the Street» была поставлена на альбоме первой по настоянию лейбла Elektra (Stooges хотели включить первым треком «Loose»), как более мощное начало. «Down on the Street» является жёстким номером с блюз-роковым риффом и агрессивным вокалом Игги Попа, срывающимся на крик; на третьей минуте песни начинается соло. В песне крайне заметно влияние The Rolling Stones; первоначально был записан вариант с органными проигрышами в духе The Doors, записанными продюсером записи Доном Галлуччи, который был выпущен на сингле и попал в альбом только в делюксовом переиздании 2005 года на бонус-диск. На том же диске содержатся первый и восьмой дубли песни, причём первый заметно отличается текстом от финальной версии. Бокс-сет 1970: The Complete Fun House Sessions включает 18 версий песни.
«Down on the Street» была перепета Rage Against the Machine для их альбома 2000 года «Renegades». Для трибьюта «We Will Fall: The Iggy Pop Tribute» песню исполнил Джейн Каунти.
Песня звучит в фильме Джима Джармуша «Кофе и сигареты», а также во 2 сезоне 17 эпизоде сериала «Сверхъестественное».

## Список композиций
1. Down on the Street
2. I Feel Alright [1970][1]